# داني ويكس
داني ويكس (بالإنجليزية: Danny Wicks)‏ هو لاعب دوري الرغبي أسترالي، ولد في 5 ديسمبر 1985 في جرافتون في أستراليا.